# 川名輪太郎
川名 輪太郎（かわな りんたろう、2006年9月16日 - ）は、日本の俳優。神奈川県出身。G-STAR.PRO所属。

## 人物
特技はアクション、アクロバットで、趣味はバリトンサックス、ピアノ、釣り。

## 出演

### テレビドラマ
- 新・警視庁捜査一課9係 season2 第8話（2010年8月18日、テレビ朝日）
- 今日から俺は!!（2018年、日本テレビ）
- 神ノ牙-JINGA-（2018年、TOKYO MX・BS11・ファミリー劇場）
- スーパー戦隊シリーズ（テレビ朝日）
  - 騎士竜戦隊リュウソウジャー 第7話（2019年4月28日）
  - 王様戦隊キングオージャー 第32話・第33話・第40話（2023年10月8日・15日・12月10日） - プリンス / キングキョウリュウレッド 役
- ウイングマン 第2話（2024年10月30日、テレビ東京）[3]

### 映画
- 銀魂2 掟は破るためにこそある（2018年8月17日、ワーナー・ブラザース映画）
- 漆黒天 -終の語り-（2022年6月24日、東映ビデオ） - 旭太郎 役

### 配信ドラマ
- 王様戦隊キングオージャー IN SPACE（2024年11月10日、東映特撮ファンクラブ） - プリンス 役[4]

### オリジナルビデオ
- 王様戦隊キングオージャーVSキョウリュウジャー（2024年10月9日、東映ビデオ） - 桐生ダイゴロウ 役[5]

### 舞台
- 騎士竜戦隊リュウソウジャーショー シリーズ第1弾「シアターGロッソに現る!!」（2019年3月16日 - 4月21日、シアターGロッソ） - タツキ 役

### Webアニメ
- ULTRAMAN SEASON2（2022年、Netflix） - アクションアクター[6]

### CM
- 牛角「がんばってる日常」篇（2021年）
- Atama Plus

### 広告
- 早稲田アカデミー個別進学館
- 土浦日本大学中東京教育学校
- ベイシア 制服広告
- イトーヨーカドー
- ファッションセンターしまむら
- ソフトバンク「東北絆CUP」

### 玩具
- 王様戦隊キングオージャー キングガブリカリバー -MEMORIAL EDITION-（2025年3月14日）

### その他
- FOOTMARK カタログ
- 読売KODOMO新聞
- AEON ランドセルカタログ
- 学研プラス「おはよう赤ちゃん」表紙
- 小学館「週刊少年サンデー」